# Brad Pickett
Brad Pickett (Londra, 24 settembre 1978) è un ex lottatore di arti marziali miste britannico.
Ha combattuto nella categoria dei pesi gallo per l'organizzazione UFC.
In passato è stato campione nazionale dei pesi piuma nelle promozioni britanniche Cage Rage e Ultimate Challenge MMA ed ha lottato nelle categorie dei pesi gallo e dei pesi mosca in importanti promozioni statunitensi come UFC e WEC.

## Carriera nelle arti marziali miste

### Cage Rage
La carriera da professionista nelle arti marziali miste di Brad Pickett inizia nel 2004 con l'esordio nella divisione dei pesi piuma nell'organizzazione Cage Rage, una delle più prestigiose nel Regno Unito ed in Europa.
Dopo una prima e convincente vittoria per KO in 17 secondi contro Stuart Grant Pickett incappa in una sconfitta, anch'essa per KO, per mano di Chris Freeborn.
Pickett non demorde ed infila due vittorie consecutive che lo promuovono a contendente per il vacante titolo nazionale di categoria.
Nel settembre 2005 infatti affronta il connazionale Ozzy Haluk e lo sconfigge con un pestone in salto, divenendo il nuovo campione britannico dei pesi piuma Cage Rage.
Successivamente riesce a difendere il titolo sconfiggendo ai punti Robbie Olivier, mentre in un incontro non valevole per il titolo batte Hiroyuki Abe, ma nel settembre 2006 dovrà arrendersi nel rematch contro Robbie Olivier, che lo sottomette con uno strangolamento e darà il via ad un lungo regno da campione Cage Rage sia nazionale che mondiale.
Dopo aver perso il titolo Pickett inizia a combattere non solo nella Cage Rage ma anche in organizzazioni del Nord America.
Nel 2007 subisce due sconfitte consecutive, una nella Cage Rage da parte di Alex Owen ed una per sottomissione ad opera della stella giapponese Hideo Tokoro in una gara organizzata dalla K-1.
Negli anni a seguire ottiene comunque delle vittorie significative sul futuro ingaggio UFC Vaughan Lee e sull'esperto Paul Reed, oltre che sull'italiano Cristian Binda.
Nel 2009 inizia a combattere per la Ultimate Challenge MMA, dove vince il titolo britannico dei pesi piuma a spese dell'ex UFC David Lee per strangolamento.

### World Extreme Cagefighting
Pickett ottiene una chiamata dalla prestigiosa organizzazione statunitense WEC, nella quale esordisce il 19 dicembre 2009 nella categoria dei pesi gallo con un record personale di 17-4; l'esordio è subito positivo e sconfigge per sottomissione Kyle Dietz.
Successivamente ottiene quella che fino ad allora era probabilmente la sua più prestigiosa vittoria, sconfiggendo ai punti Demetrious Johnson, lottatore imbattuto da dieci incontri consecutivi e in quegli anni considerato spesso uno dei primi dieci della categoria.
Non va bene invece il terzo incontro in WEC contro un altro top fighter, Scott Jorgensen, contro il quale Pickett perde per decisione unanime dei giudici di gara; l'incontro era molto importante ai fini di arrivare a sfidare il campione in carica Dominick Cruz, ed infatti nell'incontro successivo Jorgensen sfidò proprio Cruz per il titolo.
Pickett si consolò nell'incontro successivo contro Ivan Menjivar, vincendo ai punti.
Pickett si è reso noto dai tempi della WEC per le sue colorite entrate nel ring, che lo vedevano vestire sempre un borsalino di tipo trilby ed entrare con sottofondo un brano dei Chas & Dave.

### Ultimate Fighting Championship
Nel 2011 la Zuffa, proprietaria dell'UFC, acquisisce la WEC e la smembra, incorporando il roster dei pesi gallo WEC in quello UFC: Pickett diviene così un lottatore dell'UFC, al tempo considerata la più importante organizzazione di arti marziali miste del mondo.
Esordisce in UFC il 5 novembre 2011 contro Renan Barão, forte lottatore brasiliano che vantava una striscia di imbattibilità di 27 incontri, una delle più lunghe della storia delle MMA professionistiche; Pickett viene sottomesso per strangolamento nel primo round e subisce quindi la sua sesta sconfitta in carriera.
Nel successivo match in Svezia Pickett si riprende subito sottomettendo Damacio Page, ex veterano della WEC.
Sempre nel 2012 combatte un incontro nella sua Inghilterra contro lo spettacolare striker haitiano Yves Jabouin, vincendo nel primo round con un brutale KO che gli vale il premio Knockout of the Night.
Nel dicembre 2012 affronta un top 10 di categoria quale è l'ex campione WEC Eddie Wineland in un match che potrebbe valere un posto come contendente al titolo, ma qui Pickett viene sconfitto ai punti.
Nel 2013 Pickett, inserito nei ranking ufficiali dell'UFC come il contendente numero 5 nella divisione dei pesi gallo, affronta e sconfigge per decisione non unanime il numero 9 dei ranking Mike Easton.
Lo stesso anno cade contro il numero 3 dei ranking ed ex contendente al titolo ad interim Michael McDonald che vince per mezzo di una sottomissione: l'incontro fu comunque combattuto ed entrambi i lottatori vennero premiati con il riconoscimento Fight of the Night.
Nel 2014 Pickett prende la decisione di scendere nella categoria dei pesi mosca e in marzo avrebbe dovuto affrontare il top 10 di categoria Ian McCall, ma quest'ultimo diede forfait per infortunio e venne sostituito dal debuttante irlandese Neil Seery: Pickett fatica contro l'ottima kickboxing dell'avversario ma risolve il match a suo favore grazie ai takedown portati in ogni round.
In luglio arrivò l'attesa sfida contro il numero 3 dei ranking Ian McCall, la quale si svolse in Irlanda: Pickett pagò la maggiore velocità e mobilità dell'avversario e venne sconfitto ai punti.
Pickett venne sconfitto anche in novembre per decisione non unanime contro il debuttante nella divisione Chico Camus, e successivamente prese la decisione di tornare a competere nei pesi gallo.
A luglio del 2015 affrontò Thomas Almeida, venendo sconfitto per KO diretto al secondo round con una potente ginocchiata in salto. Mentre a febbraio del 2016 avrebbe dovuto vedersela con il messicano Henry Briones, ma quest'ultimo venne rimosso dall'incontro il 22 gennaio e sostituito da Francisco Rivera. Pickett vinse un incontro molto equilibrato per decisione non unanime.
Il 3 settembre del 2016 venne riorganizzato il match contro Henry Briones. Tuttavia, nei primi giorni di agosto, Briones dovette rinunciare all'incontro e al suo posto venne inserito Iuri Alcântara. Successivamente, l'intero incontro venne spostato per l'evento UFC 204 che si tenne a ottobre.  Al secondo minuto dall'inizio dell'incontro, Pickett venne colpito da una gomitata a giro che lo mandò al tappeto e Alcantara tentò di chiudere il match con il ground and pound ma senza riuscirci; negli attimi seguenti Pickett venne chiuso in uno strangolamento a triangolo che lo costrinse a cedere, consegnando la vittoria al suo avversario.
A dicembre dovette affrontare il veterano Urijah Faber all'evento UFC on Fox: VanZant vs. Waterson. Pickett venne sconfitto per decisione unanime.

## Risultati nelle arti marziali miste
| Risultato | Record | Avversario         | Metodo                                     | Evento                                 | Data              | Round | Tempo | Città                    | Note                                                  |
| --------- | ------ | ------------------ | ------------------------------------------ | -------------------------------------- | ----------------- | ----- | ----- | ------------------------ | ----------------------------------------------------- |
| Sconfitta | 25-14  | Marlon Vera        | KO Tecnico (calci e pugni)                 | UFC Fight Night: Manuwa vs. Anderson   | 18 Marzo 2017     | 3     | 3:50  | Londra, Inghilterra      |                                                       |
| Sconfitta | 25-13  | Urijah Faber       | Decisione (unanime)                        | UFC on Fox: VanZant vs. Waterson       | 17 dicembre 2016  | 3     | 5:00  | Sacramento, Stati Uniti  |                                                       |
| Sconfitta | 25-12  | Iuri Alcântara     | Sottomissione (strangolamento a triangolo) | UFC 204: Bisping vs. Henderson 2       | 8 ottobre 2016    | 1     | 1:56  | Manchester, Inghilterra  |                                                       |
| Vittoria  | 25-11  | Francisco Rivera   | Decisione (non unanime)                    | UFC Fight Night: Silva vs. Bisping     | 27 febbraio 2016  | 3     | 5:00  | Londra, Inghilterra      |                                                       |
| Sconfitta | 24-11  | Thomas Almeida     | KO (ginocchiata in salto)                  | UFC 189: Mendes vs. McGregor           | 11 luglio 2015    | 2     | 0:29  | Las Vegas, Stati Uniti   | Ritorna ai Pesi Gallo                                 |
| Sconfitta | 24-10  | Chico Camus        | Decisione (non unanime)                    | UFC Fight Night: Edgar vs. Swanson     | 22 novembre 2014  | 3     | 5:00  | Austin, Stati Uniti      |                                                       |
| Sconfitta | 24-9   | Ian McCall         | Decisione (unanime)                        | UFC Fight Night: McGregor vs. Brandao  | 19 luglio 2014    | 3     | 5:00  | Dublino, Irlanda         |                                                       |
| Vittoria  | 24-8   | Neil Seery         | Decisione (unanime)                        | UFC Fight Night: Gustafsson vs. Manuwa | 8 marzo 2014      | 3     | 5:00  | Londra, Regno Unito      | Passa ai Pesi Mosca                                   |
| Sconfitta | 23-8   | Michael McDonald   | Sottomissione (triangolo)                  | UFC Fight Night: Shogun vs. Sonnen     | 17 agosto 2013    | 2     | 3:43  | Boston, Stati Uniti      |                                                       |
| Vittoria  | 23-7   | Mike Easton        | Decisione (non unanime)                    | UFC on Fuel TV: Mousasi vs. Latifi     | 6 aprile 2013     | 3     | 5:00  | Stoccolma, Svezia        |                                                       |
| Sconfitta | 22-7   | Eddie Wineland     | Decisione (non unanime)                    | UFC 155: Dos Santos vs. Velasquez II   | 29 dicembre 2012  | 3     | 5:00  | Las Vegas, Stati Uniti   |                                                       |
| Vittoria  | 22-6   | Yves Jabouin       | KO (pugni)                                 | UFC on Fuel TV: Struve vs. Miocic      | 29 settembre 2012 | 1     | 3:40  | Nottingham, Regno Unito  |                                                       |
| Vittoria  | 21-6   | Damacio Page       | Sottomissione (rear naked choke)           | UFC on Fuel TV: Gustafsson vs. Silva   | 14 aprile 2012    | 2     | 4:05  | Stoccolma, Svezia        |                                                       |
| Sconfitta | 20–6   | Renan Barão        | Sottomissione (rear naked choke)           | UFC 138: Leben vs. Muñoz               | 5 novembre 2011   | 1     | 4:09  | Birmingham, Regno Unito  | Debutto in UFC                                        |
| Vittoria  | 20–5   | Ivan Menjivar      | Decisione (unanime)                        | WEC 53: Henderson vs. Pettis           | 16 dicembre 2010  | 3     | 5:00  | Glendale, Stati Uniti    |                                                       |
| Sconfitta | 19–5   | Scott Jorgensen    | Decisione (unanime)                        | WEC 50: Cruz vs. Benavidez 2           | 18 agosto 2010    | 3     | 5:00  | Las Vegas, Stati Uniti   |                                                       |
| Vittoria  | 19–4   | Demetrious Johnson | Decisione (unanime)                        | WEC 48: Aldo vs. Faber                 | 24 aprile 2010    | 3     | 5:00  | Sacramento, Stati Uniti  |                                                       |
| Vittoria  | 18–4   | Kyle Dietz         | Sottomissione (peruvian necktie)           | WEC 45: Cerrone vs. Ratcliff           | 19 dicembre 2009  | 2     | 4:36  | Las Vegas, Stati Uniti   | Debutto in WEC                                        |
| Vittoria  | 17–4   | David Lee          | Sottomissione (ghigliottina)               | UCMMA 6: Payback                       | 22 agosto 2009    | 1     | 2:26  | Londra, Regno Unito      | Vince il titolo britannico dei Pesi Piuma UCMMA       |
| Vittoria  | 16–4   | Dino Gambatesa     | Sottomissione (ghigliottina)               | UCMMA 3: Unstoppable                   | 28 marzo 2009     | 2     | 0:15  | Londra, Regno Unito      |                                                       |
| Vittoria  | 15–4   | Antanas Jazbutis   | KO (pugno al corpo)                        | Cage Rage 28: VIP                      | 20 settembre 2008 | 3     | -     | Londra, Regno Unito      |                                                       |
| Vittoria  | 14–4   | Cristian Binda     | Sottomissione (ghigliottina)               | Cage Rage 27: Step Up                  | 12 luglio 2008    | 2     | 2:52  | Londra, Regno Unito      |                                                       |
| Vittoria  | 13–4   | Paul Reed          | Decisione (maggioranza)                    | Cage Rage 26: Extreme                  | 10 maggio 2008    | 3     | 5:00  | Birmingham, Regno Unito  |                                                       |
| Vittoria  | 12–4   | Frederic Fernandez | Sottomissione (ghigliottina)               | FX3: Fight Night 7                     | 15 marzo 2008     | 1     | -     | Reading, Regno Unito     |                                                       |
| Vittoria  | 11–4   | Vaughan Lee        | KO Tecnico (pugni)                         | Cage Rage: Contenders 6                | 18 agosto 2007    | 3     | 3:20  | Londra, Regno Unito      |                                                       |
| Sconfitta | 10–4   | Hideo Tokoro       | Sottomissione (armbar)                     | Dynamite!! USA                         | 2 giugno 2007     | 1     | 2:41  | Los Angeles, Stati Uniti |                                                       |
| Sconfitta | 10–3   | Alex Owen          | Decisione (maggioranza)                    | Cage Rage 21: Judgement Day            | 21 aprile 2007    | 3     | 5:00  | Londra, Regno Unito      |                                                       |
| Vittoria  | 10–2   | Gilbert Sims       | KO Tecnico (pugni)                         | Bodog Fight: Costa Rica Combat         | 16 febbraio 2007  | 2     | 3:12  | Costa Rica               |                                                       |
| Vittoria  | 9–2    | Phil Raeburn       | Sottomissione (armbar)                     | HOP 7: Cage Fever                      | 26 novembre 2006  | 1     | 3:20  | Swansea, Regno Unito     |                                                       |
| Vittoria  | 8–2    | Bret Lee           | Sottomissione (armbar)                     | Intense Fighting: Caged                | 11 novembre 2006  | 1     | 1:18  | Regno Unito              |                                                       |
| Vittoria  | 7–2    | John Trent         | Sottomissione (armbar)                     | Absolute Fighting Championships 19     | 21 ottobre 2006   | 1     | 3:58  | Boca Raton, Stati Uniti  |                                                       |
| Sconfitta | 6–2    | Robbie Olivier     | Sottomissione (rear naked choke)           | Cage Rage 18: Battleground             | 30 settembre 2006 | 3     | 3:03  | Londra, Regno Unito      | Perde il titolo britannico dei Pesi Piuma Cage Rage   |
| Vittoria  | 6–1    | Hiroyuki Abe       | Decisione (unanime)                        | Cage Rage 16: Critical Condition       | 22 aprile 2006    | 3     | 5:00  | Londra, Regno Unito      |                                                       |
| Vittoria  | 5–1    | Robbie Olivier     | Decisione (maggioranza)                    | Cage Rage 15: Adrenalin Rush           | 4 febbraio 2006   | 3     | 5:00  | Londra, Regno Unito      | Difende il titolo britannico dei Pesi Piuma Cage Rage |
| Vittoria  | 4–1    | Ozzy Haluk         | KO Tecnico (pestone in salto)              | Cage Rage 13: No Fear                  | 10 settembre 2005 | 2     | 4:25  | Londra, Regno Unito      | Vince il titolo britannico dei Pesi Piuma Cage Rage   |
| Vittoria  | 3–1    | Jordan Miller      | Sottomissione (armbar)                     | Cage Rage 12: The Real Deal            | 2 luglio 2005     | 2     | 2:32  | Londra, Regno Unito      |                                                       |
| Vittoria  | 2–1    | Aaron Blackwell    | KO Tecnico (stop dall'angolo)              | Cage Rage 11: Face Off                 | 30 aprile 2005    | 2     | 5:00  | Londra, Regno Unito      |                                                       |
| Sconfitta | 1–1    | Chris Freeborn     | KO Tecnico (pugni)                         | Cage Rage 10: Deliverance              | 26 febbraio 2005  | 2     | 3:20  | Londra, Regno Unito      |                                                       |
| Vittoria  | 1–0    | Stuart Grant       | KO Tecnico (pugni)                         | Cage Rage 9: No Mercy                  | 27 novembre 2004  | 1     | 0:17  | Londra, Regno Unito      |                                                       |